# جبل الحبيب المركز (جبل لحبيب)
جبل الحبيب المركز هي إحدى مشيخات المملكة المغربية، تتبع جغرافيا لإقليم تطوان وإداريًا لجبل لحبيب. يقدر عدد سكانها بـ 1603 نسمة حسب الإحصاء الرسمي للسكان والسكنى لسنة 2004.